# Ulmu (Brăila)
Ulmu is een Roemeense gemeente in het district Brăila.
Ulmu telt 4118 inwoners.